# Natangiens
Les  Natangiens or Notangiens (vieux-prussien : Notangi, allemand : Natanger; lituanien : Notangai) sont l'un des onze clans des peuples prussiens, qui vivaient en Natangie, zone géographique qui est maintenant principalement en Russie dans l'enclave de l'Oblast de Kaliningrad (province de Prusse-Orientale avant 1945).
Au XIIIe siècle, quand les   chevaliers Teutoniques  commencèrent leur croisade contre les  Prussiens, environ 15 000 personnes vivaient peut être sur cette zone située entre les rivières identifiées par les chevaliers comme Pregel (maintenant Pregolia) et Alle (maintenant Łyna). Les territoires des Natangiens étaient limités par la Sambie au nord et par le Warmia au Sud. Ils parlaient une langue de l'ouest de la Baltique, actuellement disparue, proche du vieux-prussien. 

## Histoire
Les Natangiens sont mentionnés pour la première fois dans un traité de 1238 passé entre les chevaliers de l'ordre teutonique et  Świętopełk II de Poméranie. Le traité de Christburg  au début 1249, qui assure la liberté personnelle aux nouveaux convertis au christianisme, comprenant les  Natangiens. Toutefois, le traité ne résout pas les causes sous-jacentes du conflit et les Natangiens massacent  54 chevaliers lors de la  bataille de Krücken en novembre 1249. Leur victoire est de courte durée car les chevaliers regagnent le territoire perdu les deux suivantes et poursuivent leur croisade contre les Prussiens. En 1255, ils bâtissent Königsberg (actuellement  Kaliningrad) à l'embouchure de la rivière Pregolia, à droite de la limite entre la  Natangie et la Sambie.
Durant le Grand soulèvement Prussien (1260-1274) Les Natangiens élurent comme chef Herkus Monte, qui avait été élevé en  Germanie. Au début, il eut du succès et défit les chevaliers teutoniques à la  bataille de Pokarwis (en) et à la bataille de Löbau (en). Toutefois, les rebelles furent incapables de capturer le château en brique érigé par les chevaliers et perdirent leur cause. Herkus, qui devint le plus marquant des leaders des Prussiens, fut capturé et fut pendu en 1273. Les Natangians nobles se soumirent aux  Germains, qui leur promirent des privilèges et distribuèrent des droits de propriété dans leurs États. Les Natangiens, conduits par  Sabynas and Stanta, se rebellèrent pour la dernière fois en 1295. 
Malgré l'installation de  colons germanophones  dans leur région, les  Natangiens préservent leur langue et leurs coutumes jusqu'au XVIIe siècle. Au début du XVIIIe siècle, un processus d’assimilation culturelle a lieu et ils se mélangent davantage avec la population germanophone.La population locale continue cependant à se définir elle-même comme des  « Natangiens » jusqu'en 1945 et même le journal local de Landsberg (Górowo Iławeckie) s'appelait encore le  "Natanger Zeitung" après  1919.